# 48 Hours (Stargate SG-1)
48 Hours (48 Horas) es el décimo cuarto episodio de la quinta temporada de la serie de televisión de ciencia ficción Stargate SG-1, y el centésimo segundo de toda la serie.

## Trama
El SG-1 es descubierto explorando una posible nueva base Goa'uld, y perseguido hasta el Portal por dos planeadores de la Muerte y un Al'kesh, pilotado por Tanith. Sin embargo, antes de atravesar el Portal, Teal'c le dispara a la cabina de mando del Al’kesh provocando que este caiga frente al Stargate, interrumpiendo el agujero de gusano en el momento en que él mismo viajaba a la Tierra.
Como perdieron la conexión, el SGC intenta marcar al planeta para saber que sucedió, pero Carter ordena que aborten la secuencia justo cuando una firma residual de energía dentro del Portal produce un error desconocido. Rápidamente, ella concluye que Teal'c está almacenado en la memoria del Stargate y que será “borrado” si se establece una astrovía de entrada o salida. Como pronto algunas unidades SG regresaran, Carter idea mover el iris unos milímetros dentro del Portal, lo que debería impedir que éste se active. La Mayor además concluye que deberán hallar la forma de establecer un horizonte eventos sin necesidad de una astrovía.
Sin embargo, para traer de vuelta a los soldados que están en misiones extra-mundos, el SGC debe pedirle a los rusos que reactiven su Portal, por lo que Jackson y el Mayor Davis son enviados a Rusia a coordinar la operación. En tanto, el Coronel Simmons llega al SGC, acompañado por el Dr. Rodney McKay, y le entrega al Gral. Hammond un plazo de 48 horas para resolver la situación antes de que el Comando Stargate deba reiniciar sus operaciones normales.
Mientras Carter tiene problemas para trabajar con McKay, quien constantemente le insiste en sus errores, las negociaciones con los rusos se tornan difíciles, ya que el Coronel Chekov insiste en que su país pueda obtener beneficios efectivos del Programa Stargate, como garantía para dejar de usar su Puerta Estelar. Ante esta situación, Simmons se acerca a Hammond y le ofrece la información necesaria para salvar a Teal'c, pero a cambio de un dispositivo manual Goa’uld. No obstante Hammond rechaza.
O’Neill entonces decide buscar a su manera la forma de rescatar a Teal’c. Para ello, recibe la ayuda del Harry Maybourne, quien logra obtener la ubicación de un complejo del NID, donde quizás se halle el Goa'uld que poseyó a Adrian Conrad, posible fuente de la información que obtuvo Simmons. Una vez neutralizados los guardias, los 2 interrogan al Goa'uld, pero éste se niega a ayudar. No obstante, O’Neill encuentra un video donde se oye como el Goa’uld le dice a Simmons la manera de salvar a Teal'c.
Ya con la información, Hammond ordena arrestar al Coronel Simmons, mientras Daniel logra convencer a los rusos de que presten su DHD; Chekov personalmente trae el aparato. McKay protesta por lo riesgoso del plan, pero nadie lo toma en cuenta, e incluso lo envían a Rusia para que supervise la implementación de los generadores Naquadah ofrecidos a ellos.
La Mayor Carter y el Sargento Siler realizan las modificaciones necesarias al DHD y pronto crean un horizonte de eventos sin establecer una astrovía. Teal’c es reintegrado por el Portal exitosamente, pero casi al instante el DHD recibe una sobrecarga y explota. Aun así, el equipo esta feliz de tenerlo de vuelta

## Artistas invitados
- David Hewlett como el Doctor Rodney McKay.
- Tom McBeath como el excoronel Harry Maybourne.
- Colin Cunningham como el Mayor Davis.
- Bill Marchant como el Goa'uld dentro de Adrian Conrad.
- Garry Chalk como el Coronel Chekov.
- Gary Jones como Walter Harriman
- John de Lancie como el Coronel Frank Simmons.
- Jeff Seymour como el señor Black.
- Martin Blaiz como guardia del NID.
- Dan Shea como el Sargento Siler.